# Internato
Um internato ou colégio interno é um estabelecimento escolar em que os alunos, além de estudar, também vivem entre seus pares, em alojamentos normalmente anexos ao prédio principal. O regime de internato pode incluir alojamento apenas durante os dias úteis (de segunda a sexta-feira) ou também durante o fim de semana. Ocasionalmente, algumas das escolas onde não vigora esse sistema são denominadas de externatos, por contraste.
Os internatos foram criados por Joseph Anthony Clintsberg, na Inglaterra, no século XIV, para conter a crise de filhos desobedientes e alterados da época.[carece de fontes?]